# Marzling
Marzling è un comune tedesco di 2 977 abitanti, situato nel land della Baviera.

## Amministrazione

### Gemellaggi
- San Zenone degli Ezzelini, dal 2006